# Raffaella Del Vinaccio
Raffaella Del Vinaccio (Teramo, 21 giugno 1967) è un'ex pattinatrice artistica a rotelle italiana, che ha vinto tredici titoli mondiali.

## Biografia

### Gli inizi
Inizia a pattinare all'età di quattro anni, seguendo l'esempio della sorella maggiore che viene avviata dalla madre al pattinaggio, ed è spinta alla carriera sportiva dal padre che la segue in tutte le più importanti competizioni; la madre la segue negli allenamenti, e le ricama personalmente i costumi che disegna Nadia Loggi, allenatrice delle atlete azzurre originaria di Martinsicuro che la segue per quasi tutta la carriera di atleta.
Dal carattere riservato, ma dal temperamento deciso, trova il grande impulso al sacrificio negli allenamenti dopo l'esito della prima gara alla quale partecipa e nella quale si classificò ultima. In quell'occasione sorge in lei il desiderio di primeggiare nel pattinaggio artistico e si forma il carattere necessario per allenarsi duramente, rinunciando alle tipiche attrattive delle ragazze della sua età.

### La carriera
Gareggiando per tutta la carriera come solista, all'età di 12 anni vince i primi titoli, mentre a 14 anni giunge la prima convocazione in nazionale. Nel 1984 partecipa al suo primo campionato mondiale a Tokyo, conquistando la medaglia di bronzo. Alla vigilia dei mondiali del 1985, che si disputano in Italia dopo molti anni (a Rimini) e che la vedono tra le favorite al titolo iridato, la sua carriera s'interrompe improvvisamente a causa di un'ernia del disco, per la quale si rende necessaria un'operazione che sembra precluderle il suo futuro agonistico. L'atleta, aiutata dal forte temperamento, supera il periodo difficile e riprende ad allenarsi, tornando a competere ai massimi livelli e preparandosi a una serie d'impegni internazionali.

### Successi
La timidezza di Raffaella si contrappone alla freddezza che dimostra nelle gare, che le consente di affrontare le competizioni più importanti ottenendo alti rendimenti; lei stessa dichiara come l'inizio della gara, che la pone al centro dell'attenzione, costituisce il momento più bello ed esaltante: è la situazione che le permette di esprimere pienamente il suo grande talento tecnico e artistico. Il primo titolo mondiale giunge nel 1988, all'età di 21 anni, con il trionfo ai campionati che si svolgono negli Stati Uniti, a Pensacola in Florida.
È l'inizio di una serie di successi mondiali, che la vede trionfare ininterrottamente sino al 1992, anno del suo ritiro. Il titolo mondiale vinto nel continente americano viene confermato in Italia a Roccaraso, nella regione nativa, l'Abruzzo dove vince il titolo negli esercizi liberi e nella combinata. La serie dei successi mondiali seguita nel 1990 a Hanau (Germania), nel 1991 a Sydney in Australia e a Tampa negli Stati Uniti  nel 1992, anno in cui abbandona l'agonismo a soli 26 anni.
Il duro impegno necessario nella preparazione delle competizioni più importanti, il peso degli anni  trascorsi durante lunghe trasferte, la necessità di pianificare il proprio futuro e soprattutto la mancanza di prospettive in uno sport, che non ha ancora ricevuto il riconoscimento di disciplina olimpica, inducono Del Vinaccio all'abbandono definitivo. Il ritiro significa per lei il difficile reinserimento nella vita di tutti i giorni e, nonostante l'impegno intenso nella vita sportiva, la pattinatrice riesce pure ad affiancare l'applicazione negli studi, giungendo fino alla soglia della laurea in giurisprudenza.
Chiude la sua carriera vantando tredici titoli mondiali: 5 nel libero, 5 nella combinata e 3 negli obbligatori. Dopo il ritiro dall'attività agonistica, l'atleta teramana si è dedicata anche all'insegnamento del pattinaggio. 
S'impegna anche in attività benefiche: negli anni dell'agonismo partecipa a varie manifestazioni televisive (Telethon) ed è sempre presente sin dalla prima edizione nella manifestazione annuale di beneficenza "Sport per la vita" organizzata dallo Skating 'La Paranza', che si svolge a Roseto degli Abruzzi vicino Teramo.

## Riconoscimenti
La campionessa ha ricevuto numerosi premi e riconoscimenti per la sua carriera sportiva: tra questi vanno menzionati la medaglia d'oro al "Valore Atletico" dal CONI e il Paliotto d'Oro (2006), premio che la Fratellanza Artigiana di Teramo tributa ai cittadini che maggiormente si sono distinti: è la più giovane teramana ad avere ottenuto questo riconoscimento. Ricevuta dal Presidente della Repubblica come ambasciatrice dei valori italiani nel mondo, ha ottenuto il suo più prestigioso riconoscimento alla carriera sportiva nel 2007, quando in occasione della Festa del 2 giugno è stata nominata ufficiale  dell'ordine al merito della Repubblica italiana.